# 中国航天员科研训练中心
中国航天员科研训练中心，简称中国航天员中心，位于中国北京市海淀区圆明园西路1号北京航天城，先后隶属中央军事委员会装备发展部和中国人民解放军军事航天部队，作为中国载人航天工程航天员系统，负责中国航天员科研训练工作。它是继俄罗斯加加林训练中心、美国休斯敦航天中心之后，世界上第三个航天员科研训练中心，被誉为“中国航天英雄成长的摇篮”，中心座右銘是“以這里走向太空”。在中国载人航天工程中，岗位代号为“曙光”。

## 历史
1958年，中国开始航天医学工程研究。当时，钱学森、赵九章等受中国科学院委托成立“中国科学院581组”，下设高空生理研究组，研究“火箭飞行中的生物生命保障系统研制与训练”课题。1960年，高空生理研究组扩建成宇宙生物研究室，开展宇宙生物学研究，并建成一系列实验室。此外，中国医学科学院和中国人民解放军总后勤部军事医学科学院也从事航天医学工程研究。
文革期间，1968年钱学森在筹备飞船总体设计室时，向国防科委打了个报告，建议成立宇宙医学及工程研究所。经国防科委批准，1968年4月1日，中国科学院、中国医学科学院、军事医学科学院的有关单位在北京联合组建航天医学工程研究所（当时称宇宙医学及工程研究所，即中国人民解放军第五〇七研究所，简称“五〇七所”，隶属国防部第五研究院）。该所编制定员1265人，何权轩任所长，朱玉任政委，霍俊峰、陈信、石云峰任副所长。此后3年间，研究所不停迁址，1969年从北京大学昌平分校迁至北京工业学院，1970年迁至北京农业大学旧址。1971年，中华人民共和国国务院批准航天医学工程研究所建设专门的科研区。研究所随后建成实验区。1978年12月，北京农业大学要迁回原址，研究所乃在驻地搭起33座帐篷，领导机关搬进帐篷办公，同时坚持科研生产。1986年6月25日，研究所实验楼建成，从此研究所有了自己的固定地址。
1970年，中央军委批准“曙光”1号载人飞船研制任务，计划用10年将中国首位航天员送上太空。这就是“714”工程。研究所参与了该工程的研究任务，直到1978年该工程下马。1981年后，研究所启动载人航天技术跟踪研究、人体科学研究、卫星搭载生物研究等。在国家“863”航天高科技概念论证及项目研制中，研究所为载人飞船总体方案论证作出贡献。1990年10月，中国“尖兵”1号卫星用研究所研制的生物舱搭载小白鼠进行8天轨道飞行，这是中国第一次高等动物太空飞行试验。1992年1月8日，中国载人航天工程启动，研究所承担中国载人航天工程7个大系统中的航天员系统以及飞船系统中的环境控制与生命保障分系统任务。

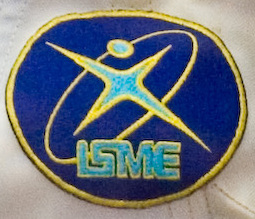
神舟五号航天服上的航天医学工程研究所（Institute of Space-Medico Engineering, ISME）标识

2003年，中国第一次载人航天飞行任务“神舟五号”取得成功。神舟五号航天员杨利伟身穿的航天服上绣有航天医学工程研究所的标识，这也是该标识唯一一次出现在载人航天工程飞行任务中。

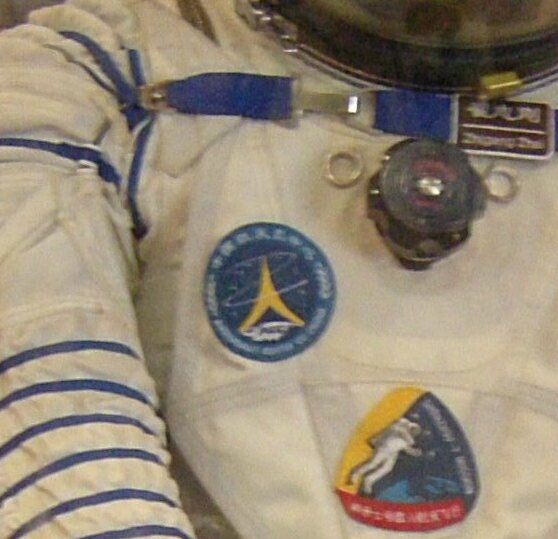
神舟七号航天服上的中国航天员科研训练中心标识（右胸口处），自神舟六号起开始使用

2005年，航天医学工程研究所更名为中国航天员科研训练中心。中国航天员科研训练中心是中国载人航天领域医学与工程相结合的综合性研究机构。作为中国载人航天工程主要参加单位之一，承担航天员选拔训练、医学监督、医学保障、航天服与航天食品研制、飞船环境控制与生命保障系统研制、大型地面模拟试验和训练设备研制等任务。1985年，经国务院学位委员会批准，开始招收硕士研究生，截至2015年有“人机与环境工程”、“特种医学”两个学科专业的硕士学位授予权。截至2005年，该中心有3个科研区和2个生活区。该中心同时拥有中国各航天员肖像、签名及历次载人航天标志的商标权。自“神舟六号”开始的各次载人飞行任务航天服上绣有中国航天员科研训练中心的标识。
2008年，经国际天文学联合会相关组织批准，国家天文台将1997年1月2日发现的小行星，命名为“航天员中心星”，编号为35313。
中国航天员科研训练中心原先隶属中国人民解放军总装备部。在深化国防和军队改革中，2016年1月撤销中国人民解放军总装备部，组建中央军事委员会装备发展部。中国航天员科研训练中心先后转隶中央军委装备发展部和战略支援部队航天系统部，现为该部直属单位。

## 历任领导
| 主任 - 何权轩（1968年—？） - 霍俊峰（？—？） - 陈信（？—？） - 魏金河（？—？） …… - 宿双宁（2001年—2004年，航天员系统总指挥、总设计师） - 陈善广（2004年—2012年，航天员系统总指挥、总设计师） - 邓一兵（2012年—，航天员系统总指挥） - 高峰 | 政治委员 …… - 刘克仁（？—？） …… - 吴川生（？—2006年） - 董重庆（2006年—2014年） - 李新科（2014年—） - 康卫东 |